# Fundo Nacional para a Ciência, Tecnologia e Artes
Nesta (anteriormente NESTA, National Endowment for Science, Technology and the Arts) é uma instituição de caridade independente que trabalha para aumentar a capacidade de inovação do Reino Unido. A organização atua por meio de uma combinação de programas práticos, investimentos, políticas e pesquisas além da formação de parcerias para promover a inovação em uma ampla gama de setores. Foi originalmente financiada por uma dotação £ 250 milhões da UK National Lottery. A doação agora é mantida em sigilo, usando o interesse da confiança para atender seus objetos de caridade e para financiar e apoiar seus projetos. A caridade é registrada na Inglaterra e no País de Gales com o número 1144091 e na Escócia como SC042833.

## História
A NESTA foi criada em 1998 por uma doação independente no Reino Unido estabelecido por uma lei do Parlamento. Em 14 de outubro de 2010, o governo anunciou que transferiria o status velho de NESTA com um corpo público executivo sem departamentos para um corpo caritativo novo. Em 1 de abril de 2012, o antigo NESTA passou de ser um executivo para um organismo de caridade, mudando seu nome para Nesta, e deixando cair o título longo.

## Atuação
Nesta atua, hoje em dia, nas seguintes áreas:

#### Crescimento econômico
A equipe de Políticas e Pesquisas da Nesta publica regularmente artigos de pesquisa sobre como a inovação pode impulsionar o crescimento econômico. Mais recentemente, publicou o Plano I, um manifesto de inovação para o Reino Unido e os últimos índices , que mostraram uma queda de 24 bilhões de libras no financiamento da inovação na última década. Anteriormente, publicou The Vital 6 Percent, e Mass Localism.

#### Investimento
Em 2012 a instituição de caridade lançou um fundo de investimento de 25 milhões de libras, Nesta Impact Investments, administrado pela sua subsidiária Nesta Investment Management. Outros investidores são Big Society Capital e a Rede Omidyar. O fundo investe em empreendimentos sociais com produtos ou serviços inovadores que abordam os seguintes três desafios: o envelhecimento da população; A empregabilidade dos jovens; E a sustentabilidade das comunidades do Reino Unido.

#### Serviços públicos
Nesta é executado por programas práticos para encontrar formas inovadoras de prestação de serviços públicos mais baratos e mais eficientes, e demonstrando como estes podem ser ampliados em todo o Reino Unido. Exemplos recentes de seu trabalho incluem o fundo Inovação em Doação, em parceria com o Cabinet Office, que busca encontrar e apoiar novas plataformas para o fornecimento de tempo, habilidades e dinheiro. Eles também dirigem um programa de educação, olhando como as crianças podem ser ensinadas a se tornarem criadores digitais e como o sistema educacional pode se beneficiar da tecnologia digital. No passado, eles lançaram o Big Green Challenge, um prêmio de 1 milhão de dólares para estimular a ação comunitária em mudanças climáticas. Em 2012, Nesta publicou um relatório criticando o uso da tecnologia nas escolas. O relatório destacou as áreas onde a tecnologia nova poderia ser empregada útil. Argumentou que a tecnologia digital era comprada frequentemente, custando £ 450 milhões por o ano, sem a evidência de que estava melhorando os métodos educacionais.

#### Indústrias criativas
Nesta especializa-se também na pesquisa original nas indústrias criativas do Reino Unido, e executa programas práticos para ajudar o setor. Em fevereiro de 2011, Nesta produziu o Next Gen, em associação com Ian Livingstone e Alex Hope, que ajudaram a iniciar o debate sobre o ensino de crianças britânicas para aprender a codificar. O relatório especificamente chamou para formas de proteger o futuro dos jogos de vídeo do Reino Unido e indústrias de efeitos de vídeo, argumentando, entre outras coisas, a introdução do ensino de informática nas escolas. Ele dirige o Fundo Digital de Pesquisa e Desenvolvimento, em parceria com o Conselho de Artes e o Conselho de Pesquisa de Artes e Humanidades, além de gerir a Rede de Mentores Empresariais Criativos, que combina mentores de empresas criativas com líderes empresariais experientes.

## Gestão
Sir John Chisholm preside a organização. Geoff Mulgan é o CEO.

## Veja mais
- seer.enap.gov.br/index.php/RSP/article/view/278/284
- http://www.scielo.br/scielo.php?pid=S0034-76122008000200009&script=sci_arttext
- https://acessoseguro.tcu.gov.br/portal/pls/portal/docs/2493592.PDF